# Kew Jaliens
Kew Raffique Jaliens (* 15. září 1978, Rotterdam) je nizozemský fotbalový obránce a bývalý reprezentant surinamského původu hrající v současné době za australský klub Melbourne City FC.
Mimo Nizozemska hrál v Polsku a Austrálii.

## Klubová kariéra
Svou profesionální kariéru začal ve Spartě Rotterdam, později odešel hrát do dalšího nizomského klubu Willem II Tilburg.
V roce 2004 se z Willem II Tilburg přestěhoval do celku AZ Alkmaar, kde odehrál i své 250. utkání v Eredivisii.

## Reprezentační kariéra
S nizozemským reprezentačním výběrem do 23 let se zúčastnil LOH 2008 v Pekingu, kde byli Nizozemci vyřazeni ve čtvrtfinále Argentinou po výsledku 1:2 po prodloužení. Odehrál tři zápasy (proti Japonsku, USA a Nigérii).
V A-mužstvu Nizozemska debutoval 1. března 2006 v přátelském utkání s Ekvádorem (výhra 1:0).
Byl povolán na Mistrovství světa 2006 v Německu. Na šampionátu odehrál jediný zápas (remíza 0:0 proti Argentině).
Celkem odehrál v letech 2006–2007 v nizozemském národním týmu 10 zápasů, gól nevstřelil.